# ウデフリツノザヤウミウシ
ウデフリツノザヤウミウシ（学名：Thecacera pacifica）は、フジタウミウシ科のウミウシの一種。インド太平洋に分布し、「ピカチュウウミウシ」の愛称で知られる。

## 分布
インド洋と西太平洋およびメキシコ湾に分布。

## 形態
体の大部分は橙色だが、触角の根元や背面突起、尾部には青色斑がある。これらの斑は黒で縁取られ、また背面の中央に見える鰓も黒い。

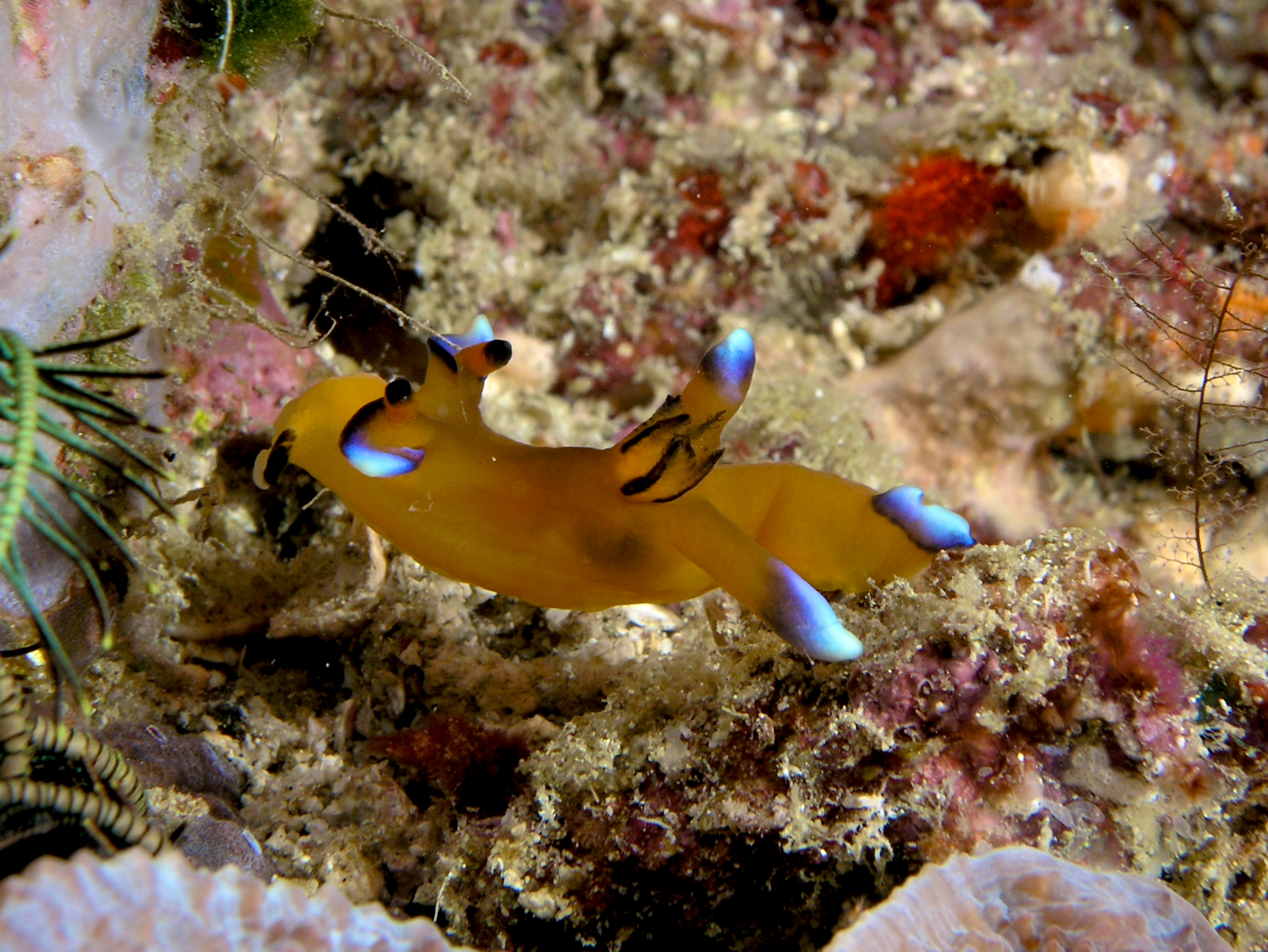
チモール
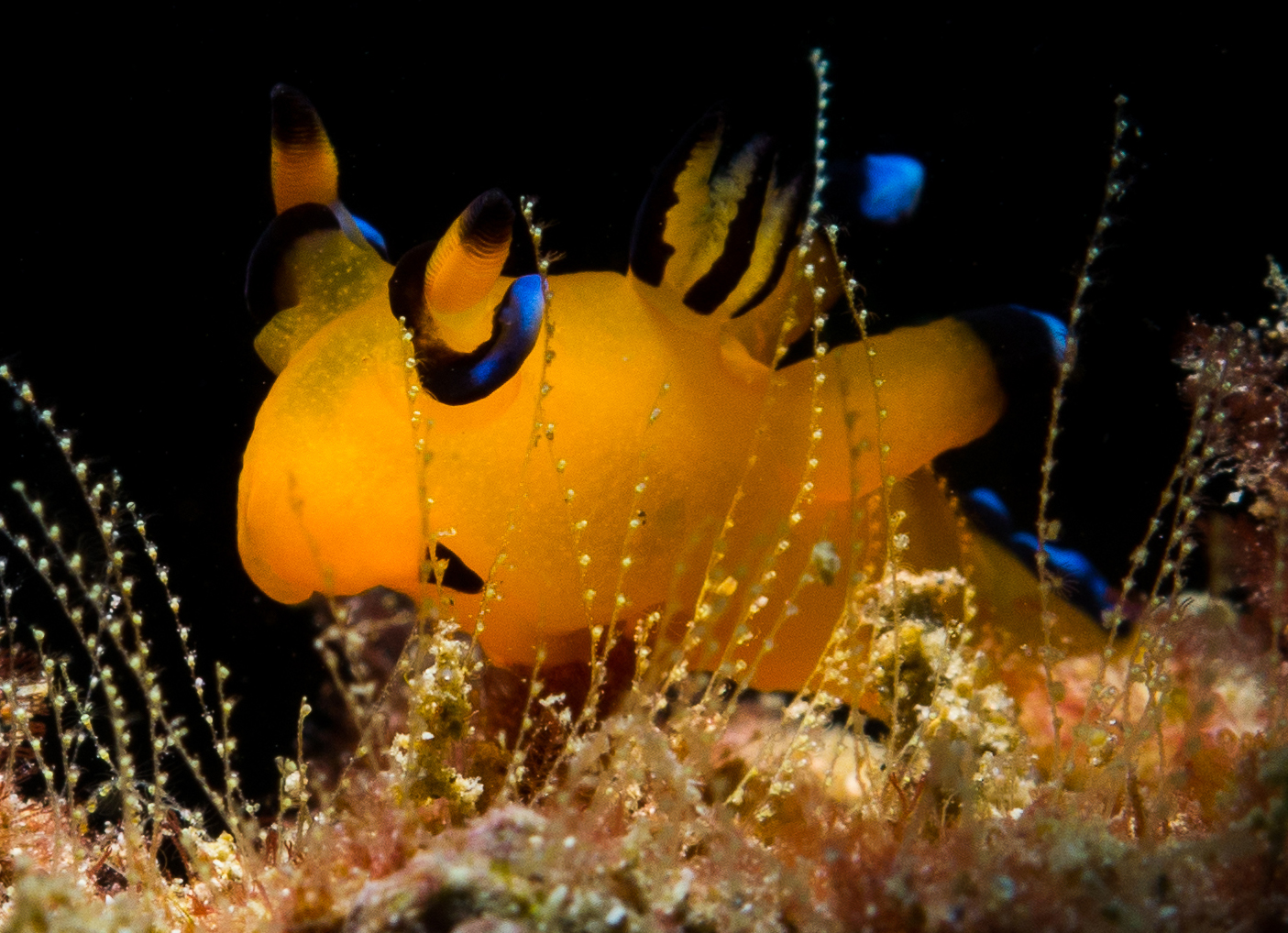
オマーン湾
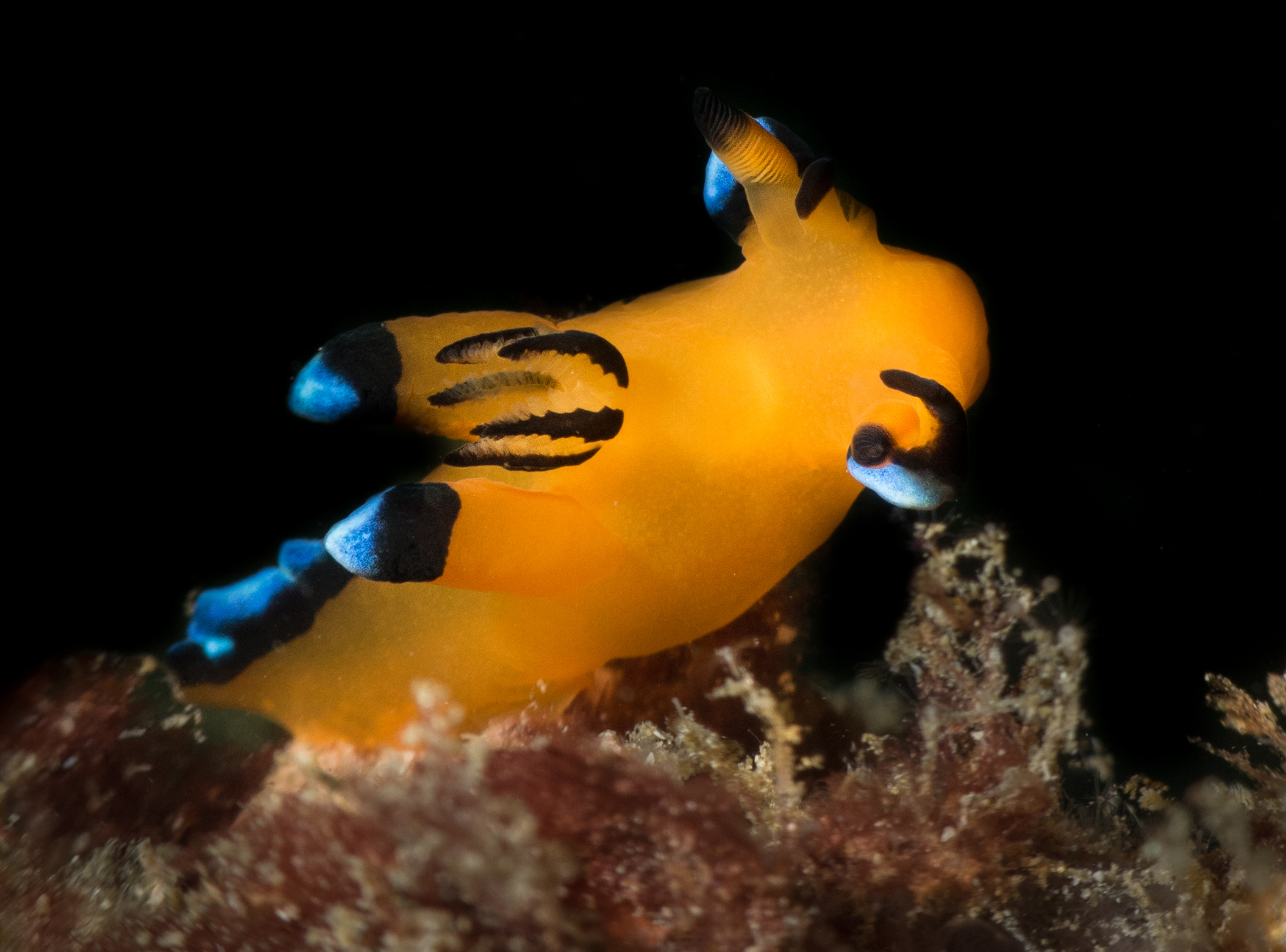
オマーン湾
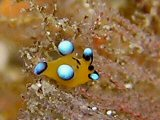
伊豆半島（幼貝）

## 生態
水深10メートル前後の砂底に生息する。藻食性で、雌雄同体である。

## 分類
原記載
- 原記載名：Ohola pacifica Bergh, 1884[5]
- 原記載文献：Verh. Zool.-Bot. Ges. Wien. vol.33, p.136-137.
- タイプ産地：「Oc. pacif.」（太平洋）
- 備考：本種の新種記載と同時に本種をタイプ種とする新属 Ohola Bergh, 1884も記載されたが、現在は Thecacera Fleming, 1828の異名とされる。

## 人との関係
特徴的な外見から、日本のダイバーの間では「ピカチュウウミウシ」や「ピカチュウ」の愛称で親しまれ、ウミウシ観察を目的としたダイビングが普及するきっかけともなった。英語でも Pikachu nudibranch と呼ばれ、この名で検索すれば多くの画像を見ることができる。